# Je t'aime (Ragnar Grímsson)
Je t'aime is het derde album van Ragnar Grímsson. Evenals Gemüse ist Krieg is Je t'aime een conceptalbum. Het gaat over liefde en liefde voor Frankrijk. Na een volledig Duits album zoekt Ragnar Grímsson op Je t'aime weer meer verschillende talen op, naast Nederlands, Duits en Zweeds, die al voorbijkwamen op eerdere albums, horen we Menno Katsman ook in het Frans, Engels en Noors (Nynorsk).

## Tracklist
1. Wijn en kastelen
2. Bränn på bål
3. Chocomel, bruine liefde
4. Je t'aime
5. Gants de peau
6. Walz de l'amour
7. Houwe van vrouwe
8. Tedere liefde
9. Zon, zee, strand en huidkanker
10. Paris
11. Husker meg
12. Mijn aal in jouw Waal
13. Liebesgrüße aus Deggendorf